# Toby Riddle
Toby Winema Riddle, född 1848, död 1920, var en amerikansk urfolk-armétolk.
Nedslagskratern Winema på planeten Venus är uppkallad efter henne.